# 奧斯 (挪威)
奧斯（挪威語：Ås）是挪威阿克什胡斯郡的一個市镇，行政中心为奥斯村。市镇面积为103平方公里，2020年人口数量为20,652人。
1838年1月1日，奧斯成為挪威一個市鎮。奥斯是阿克什胡斯最大的一個农业市镇，也是挪威生命科學大學和Tusenfryd游乐园的所在地。